# Poskota
Poskota is een Indonesische krant die uitkomt in Indonesië. Het dagblad verscheen voor het eerst op 15 april 1970. De krant is eigendom van Pt Media Antarkota Jaya en is gevestigd in Jakarta.